# Березянка (река)
Березя́нка (Береза́нка; укр. Береза́нка) — река на Украине, протекает по Житомирской (Ружинский район) и Киевская область (Сквирский и Володарский районы) областям. Левый приток Роси. Длина реки — 44 км. Площадь водосборного бассейна — 293 км². Уклон — 1,4 м/км.

## Течение
Берёт начало в Ружинском районе, западнее села Березянка, течёт на юго-восток. Сразу за селом пересекает административную областную границу. У села Гайворон принимает справа свой крупнейший приток. Впадает в Рось за селом Березна по левому берегу, на её 241-м километре).
Система водного объекта: Рось → Днепр → Чёрное море.

## Населённые пункты
По порядку от истока к устью:
- Ружинский район: Березянка[5];
- Сквирский район: Самгородок[6], Шапиевка[6], Токаревка[6], Шалиевка[1], Терешки[1], Антонов[1];
- Володарский район: Петрашёвка, Гайворон[1], Березна[1].

В бассейне реки также расположены Горобиевка, Лаврики, Белиевка и Причеповка.